# Christophe Alvès
Christophe Alvès (Nevers, 12 februari 1965) is een Franse striptekenaar en illustrator. Hij tekende tussen 2001-2004 de reeks Dusty dawn. Vanaf 2015 is hij een van de vaste tekenaars voor de reeks Lefranc van Jacques Martin.

## Carrière
Alvès haalde zijn diploma in mechanica-automatisering en vond een baan in dat vakgebied voordat hij besloot met het striptekenen zijn brood te verdienen.
Gedurende ongeveer tien jaar was hij werkzaam als illustrator in het reclamevak.
Hij leerde onder meer Rodolphe, Pierre Makyo en Dieter kennen. 
Met de scenarist Samuel Bournazel maakte hij de fantasy-strip Dusty dawn tussen 2001 en 2004, die door Vents d’Ouest werd uitgegeven.
Op scenario van Pierre Veys maakte Alvès in 2007-2008 twee parodiealbums over Maigret, uitgegeven door Robert Laffont.
In 2013 maakte hij op scenario van Brice Tarvel het album La maison borgne in de reeks Harry Dickson uitgegeven door Grand West Éditions.
Vanaf 2015 is hij een van de vaste tekenaars van de reeks Lefranc en tekende hij Operatie Antarctica (2015), Het principe van Heisenberg (2017), Rode maan (2019) en De rechtvaardige rechters (2021).